# Wanda Landowska

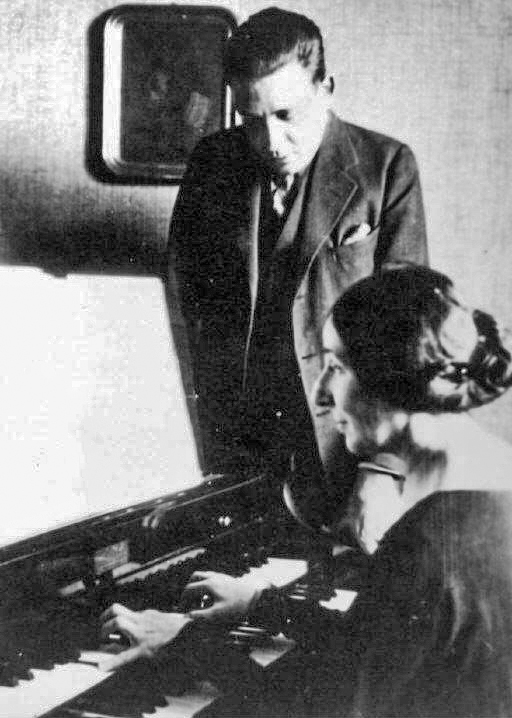
Wanda Landowska i Francis Poulenc.

Wanda Landowska (ur. 5 lipca 1879 w Warszawie, zm. 16 sierpnia 1959 w Lakeville) – polska klawesynistka, pianistka, kompozytorka, jedna z najsłynniejszych klawesynistek świata.

## Życiorys
Lekcje gry na fortepianie pobierała od czwartego roku życia. Studiowała u Aleksandra Michałowskiego w konserwatorium w Warszawie, które ukończyła w 1891. W latach 1893–1897 w Berlinie studiowała kompozycję u Heinricha Urbana – nauczyciela m.in. Ignacego Paderewskiego. Jej kompozycje są dziś zapomniane, ale w początkach XX wieku budziły pewne zainteresowanie. Tym bardziej, że Landowska – jako pierwsza wśród polskich kompozytorek – pisała w stylu nowoczesnym, a nie neoromantycznym, szczególnie popularnym wśród amatorów i komponujących kobiet.
W Paryżu podjęła się trudnego zadania „odrodzenia” muzyki renesansowej i barokowej, skupiając się na grze na klawesynie, niemal całkowicie wówczas zapomnianym. Grała na współczesnym instrumencie, zbudowanym w 1912 r. przez firmę Pleyel, częściowo na podstawie modeli zachowanych w muzeach.
W 1913 została zaangażowana do berlińskiej szkoły Hochschule für Musik, gdzie otworzyła pierwszą na świecie klasę gry na klawesynie. Koncertowała często w Ameryce i Europie. W lipcu 1927 we Francji, w Saint-Leu-la-Forêt założyła L’Ecole de Musique Ancienne (szkołę muzyki dawnej).
W 1939 wraz z Denise Restout uciekły na południe Francji, pozostawiając w Paryżu kolekcję instrumentów muzycznych i muzykaliów, które we wrześniu 1940 zostały w 54 skrzyniach wywiezione przez Niemców do Berlina. W roku 1941 przedostały się do USA. Tam Landowska koncertowała, dawała lekcje i kontynuowała pracę nad nagraniami. Na fortepianie nagrywała dzieła Mozarta i Haydna, na klawesynie Bacha. Zmarła 16 sierpnia 1959 roku w Lakeville w Connecticut, USA.
Wanda Landowska wychowała wielu interpretatorów dzieł dawnych mistrzów, do najwybitniejszych należeli: José Iturbi, Clifford Curzon, Ralph Kirkpatrick, Ruggero Gerlin, Margerita Trombini-Kazuro, Janina Wysocka-Ochlewska, Emma Altberg, Kazimierz Flatau, Alexis Weissenberg i Rafael Puyana.
Była autorką książek poświęconych muzyce dawnej oraz problemom jej wykonawstwa.

## Życie prywatne
Urodziła się w rodzinie żydowskiej, ale jej rodzice, adwokat Marian Landowski i matka Ewelina, ochrzcili się wraz z nią w roku 1892.
W 1899 roku poznała Henryka Lwa, polskiego pisarza i etnografa, który pomógł jej przy pisaniu książki Musique ancienne i z którym wzięła ślub w Paryżu w 1900. Związek z Henrykiem miał dla Landowskiej charakter drugoplanowy. Zatrudniła pokojówkę, która stała się zarazem kochanką męża. Taki układ im odpowiadał, jako że Landowska była orientacji homoseksualnej.
W latach trzydziestych poznała Denise Restout, która stała się jej życiową partnerką.

## Ordery i odznaczenia
- Krzyż Oficerski Orderu Odrodzenia Polski (9 listopada 1932)[3]

## Upamiętnienie
Decyzją Międzynarodowej Unii Astronomicznej jeden z kraterów na Wenus został nazwany Landowska na cześć Wandy Landowskiej.